# Bunostigma singulare
Genre
Espèce
Bunostigma singulare, unique représentant du genre Bunostigma, est une espèce d'opilions laniatores de la famille des Cryptogeobiidae.

## Distribution
Cette espèce est endémique de l'État de Rio de Janeiro au Brésil. Elle se rencontre à Rio de Janeiro sur le Bico do Papagaio.

## Description
Le mâle syntype mesure 2,2 mm et la femelle syntype 2,2 mm.

## Publication originale
- Mello-Leitão, 1935 : « Alguns novos opiliões do Estado de S. Paulo e do Distrito Federal. » Archivos do Museu Nacional do Rio de Janeiro, vol. 36, no 1, p. 9–37.